# Ilse Baseler
Ilse Baseler (* 8. April 1930 in Hamburg als Ilse Buchholz; † 11. Januar 2022 ebenda) war eine deutsche Politikerin (CDU) und Mitglied der Hamburger Bürgerschaft.

## Leben

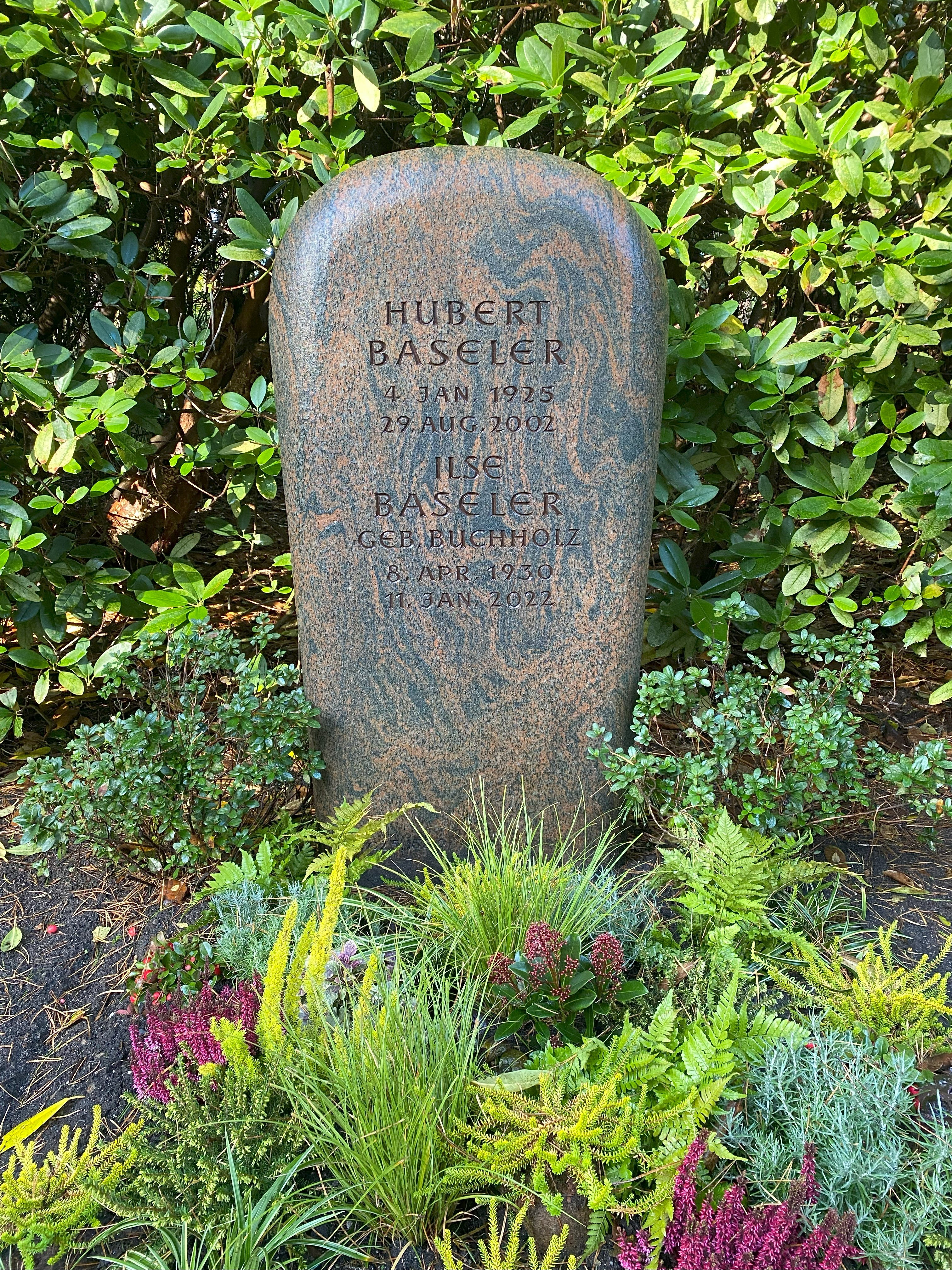
Grabstätte auf dem Friedhof Ohlsdorf

Ilse Baseler arbeitete zunächst als kaufmännische Angestellte und machte später die Buchführung für ihren Mann, der als freiberuflicher Ingenieur tätig war. Seit 1968 war sie Elternratsvorsitzende des Albert-Schweitzer-Gymnasiums in Ohlsdorf.
Baseler trat 1970 in die CDU ein und war ab 1972 im CDU-Ortsvorstand in Alsterdorf tätig. Dort war sie langjährige stellvertretende Vorsitzende und von 1984 bis 1992 als Nachfolgerin von Rolf Kruse Ortsvorsitzende. Bei der Jahreshauptversammlung 2007 stellte sich Baseler nicht mehr zur Wahl in den Ortsvorstand. Sie wechselte später in den Ortsverband Langenhorn, wo sie auch Mitglied des Ortsvorstandes wurde. Ab 1992 war sie Beisitzerin im Landesvorstand der CDU Hamburg.
Baseler war von 1974 bis 1986 Mitglied der Bezirksversammlung im Bezirk Hamburg-Nord gewesen. Von 1982 bis 1986 war sie dort die Fraktionsvorsitzende der CDU-Fraktion. Während dieser Zeit sprach sie sich erfolgreich für einen Erhalt des Torhauses der Justizvollzugsanstalt Fuhlsbüttel am Suhrenkamp aus, das die Justizbehörde zugunsten eines Neubaus abbrechen wollte. Einen Vorschlag der DKP, vor dem früheren Wohnhaus Ernst Thälmanns an der Tarpenbekstraße in Eppendorf eine zwölf Meter hohe geballte Steinfaust aufzustellen, lehnte sie als „Schlag ins Gesicht aller Demokraten“ ab. 1986 wurde sie zwar erneut in die Bezirksversammlung gewählt, nahm das Mandat wegen der gleichzeitigen Wahl in die Hamburgische Bürgerschaft nicht an. Von 1978 bis 1982 war sie Deputierte der Schulbehörde. Sie wandte sich in dieser Eigenschaft gegen die Einstellung von Kommunisten (unter anderem Mitglieder der DKP und des KB) in den Hamburger Schuldienst und warf der SPD Hamburg vor, immer mehr Verfassungsgegnern den Weg in die Schulen zu ebnen. Von Juni bis Dezember 1982 war sie erstmals Mitglied der Hamburgischen Bürgerschaft. Von 1986 bis 1993 war sie dann wieder Mitglied des Parlaments. Schließlich rückte sie am 21. Juni 1995 für die verstorbene Helga Mack noch einmal bis zum Ende der Wahlperiode 1997 in die Bürgerschaft nach. Für ihre Fraktion saß sie im Stadtentwicklungsausschuss, Eingabenausschuss und Bauausschuss. In der Bürgerschaft sprach sie sich gegen einen Verkauf stadteigener Wohnungen aus und bezeichnete die geplante Abgabe von Wohnungen der ehemaligen Neuen Heimat an neu zu gründende Mietergenossenschaften als „Burgfrieden“ der damaligen sozialliberalen Koalition in Hamburg.
In den 1980er und 1990er Jahren war sie Landesvorsitzende der Kommunalpolitischen Vereinigung der CDU Hamburg (KPV). Als solche sprach sie sich gegen das kommunale Wahlrecht für Ausländer aus, weil das die innenpolitischen Konflikte aus deren Heimatländern in die Stadt trage. 1989 wurde sie als erste Frau in den engeren fünfköpfigen Bundesvorstand der KPV gewählt. Sie war Vizepräsidentin der Vereinigung ehemaliger Abgeordneter Zudem war sie Beisitzerin der Senioren-Union Hamburg. Von 1976 bis 1982 gehörte Baseler dem Präsidium des Deutschen Frauenrings an.
Ilse Baseler wurde neben ihrem Mann auf dem Friedhof Ohlsdorf beigesetzt. Die Grabstätte im Planquadrat O 25 liegt unweit des Gartens der Frauen.